# 想君 ～秋之回憶～

中文版標識

《想君 ~秋之回憶~》（想い出にかわる君 ～Memories Off～）是日本KID公司于2002年11月28日发行的恋爱冒险游戏。是該公司秋之回憶系列的第三部作品。PC中文版由光谱代理，有简体和繁体两个版本。作品副标题原本的意思是“变成回忆的你”，但游戏最初的中文代理商在翻譯該作品名称時並未遵循原意表達的原則，而翻譯成「想君」。之后Steam平台重新上架的中文版，已按日文原意重新命名。

## 剧情
本作的主人公是一个平凡的大一学生加贺正午。一天，他失去联系很久了的前女友黑须彼方突然出现在他的面前，于是日复一日的平凡生活中卷起了层层波澜。于此同时他邂逅了多名性格背景不同的少女，他是会和彼方重温旧梦，还是发展新的恋情呢？

## 登场人物
加贺正午（かが しょうご、Kaga Shougo）
游戏的主人公。千羽谷大学一年级学生。生日：9月14日。
黑须彼方（くろす かなた、Kurosu Kanata）
正午高中时代的同学兼女友。后来因为彼方转学两人失去联系。行踪神秘。生日：10月28日。配音員：福井裕佳梨→村田步
荷嶋音绪（かしま ねお、Kashima Neo）
千羽谷第一高中二年级学生。深步的姐姐。人生志愿是成为一个美食记者。生日：4月3日。配音員：清水爱。
荷嶋深步（かしま みふ、Kashima Mifu）
千羽谷第一高中一年级学生。音绪的妹妹。脚步有残疾所以一直要以车代步，但是性格很开朗。喜欢各种花卉。生日：5月19日。配音員：白鸟由里。
儿玉响（こだま ひびき、Kodama Hibiki）
很外向的自由职业女生，憧憬豪华与浪漫的事情，对感情非常坦率，不做作。生日：8月13日。配音員：浅野真澄。
百濑环（ももせ たまき、Momose Tamaki）
私立任成高中二年级学生。性格温和的女孩。喜欢宫泽贤治的《银河铁道之夜》。生日：2月5日。配音員：泽城美雪。
北原那由多（きたはら なゆた、Kitahara Nayuta）
暱称“那由”，千羽谷大学艺术系一年级学生。总是带着开朗笑容，举止大方的女孩。热衷艺术设计，在自己家的车库建立了一个设计室。生日：3月15日。配音員：高桥美佳子。
鸣海沙子（なるみ いさこ、Narumi Isako）
千羽谷大学法律系一年级学生。美丽但是对人冷漠，是公认的冰山美人。格斗技相当高明。生日：10月24日。配音員：川澄绫子。
力丸真红郎（りきまる しんくろう、Rikimaru Shinkuruu）
鱼铺老板的儿子。虽然本人不喜欢，但他的朋友都喜欢称呼他“丸红郎”（在日语中和金枪鱼谐音）性格沉稳，正在为是否要继承鱼店的家业烦恼。和扉关系不错。生日：5月5日。配音員：宫田幸季。
店长（本名：田中一太郎、Tanaka Ichitaruu）
咖啡店“cubic cafe”的店长。一般朋友们都称呼他店长。虽然对一般事情持事不关己的态度，不过有时候还是很顽固的。喜欢自己的咖啡店，音乐以及旅行，似乎在印度救过信一命。生日：9月8日。配音員：岩田光央
飞田扉（ひだ とびら、Hida Tobira）
自称露天商人（小攤販），实际工作不明。从小在孤儿院长大，性格有点古怪，但很受丸红郎崇敬。自尊心很强。配音員：志仓千代丸
凑都子（みなと みやこ、Minato Miyako）
在cubic cafe打工，那由多的朋友。配音員：
山下2.5号（やました2.5ごう、Yamashita2.5gou）
那由多的朋友。配音員：西垣俊作

### 前作登場的角色
稻穗信（いなほ しん、Inaho Shin）
目前在快餐店“Ressac”打工，喜欢旅行。自从从印度旅行回来后，总是喜欢用印度问候语“Namaste”。经常在cubic cafe出没。生日：1月4日。配音員：间岛淳司。
今坂唯笑（いまさか ゆえ、Imasaka Yue）
藤川市立护士专门学校一年级学生。一代的女主角。在本作中有时作为信的朋友登场。生日：7月12日。配音員：那须惠
雾岛小夜美（きりしま こよみ、Kirishima Koyomi）
千羽谷大学经济系四年级学生，一代的女主角之一。静流的室友。超级摔跤迷。喜欢捉弄正午。生日：5月3日。声优：浅野琉璃
白河静流（しらかわ しずる、Shirakawa Shizuru）
千羽谷大学文学系四年级学生，二代的女主角之一。小夜美的室友。超级摔跤迷。生日：6月30日。配音員：菊池志穗。

## 工作人员
- 剧本：綠犬楓
- 角色设计：松尾ゆきひろ、輿水隆之
- 音乐：阿保剛

## 主題曲
片頭曲
- 「リプレイマシン」（Replay Machine）

作詞、作曲：志倉千代丸
編曲：磯江俊道
歌：水樹奈奈
片尾曲
- 「この星に生まれて」

作詞、作曲、編曲：志倉千代丸
歌：荷鳩音緒（清水愛）
- 「インモラル・インパルス」（Immoral Impulse）

作詞、作曲：志倉千代丸
編曲：loose@rouse
歌：宮村優子

## 爭議
這部作品在日本推出時就有不小的爭議。前兩代的角色設計佐佐木睦美因为参与《双恋》项目在时间上不合适而換成KID内部的两位原画松尾幸洋(此前代表作：见习天使)和舆水隆之（此前代表作：自亲吻开始、My Merry May），剧本也不再是打越钢太郎、中泽工、日暮茶坊、Q'tron等人或者团队，而是曾经在MO1即参与过项目，在MO2参与过附加剧本的化名为綠犬楓的人物负责，加上劇情的結構、風格的改變，此作品受到核心玩家很大的批判。
在衔接此前作品的前传小说《Memories Off Concerto》（但和后来的年表不对应）的作者简介部分中这部作品被表述为外传。
移植到中文版後也產生出了代數問題。發行中文版的光譜資訊亦认为这是該系列的外传，而将後來作為該系列第四部作品的秋之回憶：從今以後称为三代，使得秋之回忆三（MO3）这个词在华语区产生很大的歧义。

## 相關作品

### CD
- 想君 ～ Memories Off ～ Memory collection

1. 黑须彼方
2. 荷嶋深歩
3. 北原那由多
4. 荷嶋音緒
5. 鳴海沙子
6. 百瀨環
7. 儿玉响

- 想君 ～ Memories Off ～ Sound collection
- 想君 ～ Memories Off ～ Vocal collection
- 想君 ～ Memories Off ～ 廣播劇CD
- 想君 ～ Memories Off ～ 廣播劇best

### 小说
- 想君 Memories Off―虛偽的神〈上〉 ISBN 475771243X
- 想君 Memories Off―虛偽的神〈下〉 ISBN 4757713207
- ISBN 4757714254

### 漫画
- ISBN 4757713894

### 手机游戏
日本手机平台游戏Memories Off Online中本作的前传章节，女主角是黑须彼方和花祭果凛。2014年随Cyberfront解散全部停止服务。